# Apolla
Apolla o Apella (in greco antico: Ἀπολλᾶς? o Ἀπελλᾶς; Ponto Eusino, III secolo a.C. – ...) è stato uno storico greco antico.

## Biografia
Vissuto nel III secolo a.C., Apolla è definito "Pontico" dalla Suda. 

## Opere
Apolla si occupò essenzialmente, a quanto sappiamo, di periegesi, da viaggiatore e autore di opere geografiche. Conosciamo, in effetti i titoli di due sue opere, ossia Sulle città del Peloponneso e Delphikà (Su Delfi).
Restano tre brevissimi frammenti della prima opera e due della seconda.